# Inakadate
Inakadate (jap. 田舎館村 Inakadate-mura) – wieś w Japonii, na północnym Honsiu, w prefekturze Aomori i powiecie Minamitsugaru. Ma powierzchnię 22,35 km². W 2020 r. mieszkało w niej 7 326 osób, w 2 393 gospodarstwach domowych  (w 2010 r. 8 153 osoby, w 2 404 gospodarstwach domowych) .

## Geografia
Wieś położona jest w południowej części prefektury. Zajmuje powierzchnię 22,35 km².
Przez Inakadate przebiegają drogi 101 i 268 oraz linie kolejowe: Ōu-honsen ze stacją Kawabe i Kōnan-sen ze stacjami Inakadate i Tamboāto.

Inakadate w prefekturze Aomori

## Demografia
Według danych z listopada 2011 roku w miejscowości mieszkało 8 227 osób, w tym 3 943 mężczyzn i 4 284 kobiet, tworzących 2 598 gospodarstw domowych.
| 1995  | 2000  | 2005  | 2010  | 2015  | 2020  |
| ----- | ----- | ----- | ----- | ----- | ----- |
| 9 151 | 8 835 | 8 541 | 8 153 | 7 783 | 7 326 |